# Aneta Hryckiewicz-Gontarczyk
Aneta Hryckiewicz-Gontarczyk (ur. 17 sierpnia 1980) – polska ekonomistka, prof. dr hab., specjalizująca się w dziedzinie finansów i bankowości.

## Życiorys
Doktorat zdobyła na Uniwersytecie Goethego we Frankfurcie nad Menem. Po doktoracie wyjechała na Uniwersytet Whartona w Stanach Zjednoczonych. Przez wiele lat była pracownikiem naukowym i wykładowcą na Uniwersytecie Goethego we Frankfurcie nad Menem a obecnie jest profesorem finansów na Akademii Leona Koźmińskiego. W 2025 roku otrzymała tytuł profesora. Odbyła wiele staży na uczelniach zagranicznych, między innymi: w IÉSEG School of Management w Paryżu, Lille, na Uniwersytecie we Florencji oraz na National University of Signapore. Od 14 lat związana z branżą bankową. Przez 3 lata pracowała w bankowości inwestycyjnej w transakcjach M&A w Warszawie, Budapeszcie i Frankfurcie nad Menem. Później doradzała instytucjom bankowym we wdrożeniach produktów oraz dostosowywaniu się do wymogów regulacyjnych. Od 2015 r. jest członkiem Rady Nadzorczej PEKAO S.A. Investment Banking oraz członkiem Komitetu Audytu. Prowadzi międzynarodowe badania w obszarze działalności banków oraz ryzyka związanego z ich funkcjonowaniem. Jest zdobywczynią wielu prestiżowych nagród za wybitne osiągnięcia naukowe, prace badawcze oraz całokształt dorobku. Autorka popularnej książki o kryzysach bankowych „Anatomia kryzysów bankowych”. Założyła i prowadzi bloga „Polska Oszczędza” poświęconemu tematyce inwestowania oszczędności. Jest współtwórczynią Ryzykometru inwestycyjnego – aplikacji podpowiadającej, jak inwestować oszczędności. Posiada zdane egzaminy CFA.

## Publikacje
- „Anatomia kryzysów bankowych”, Warszawa, Poltext (2014)